# Troisième guerre de Succession javanaise
 (mai 2019).
Si vous disposez d'ouvrages ou d'articles de référence ou si vous connaissez des sites web de qualité traitant du thème abordé ici, merci de compléter l'article en donnant les références utiles à sa vérifiabilité et en les liant à la section « Notes et références ».
La troisième guerre de Succession javanaise est un conflit qui a opposé de 1746 à 1755 Pakubuwono II, Susuhunan ("souverain") du royaume javanais de Mataram, à un de ses oncles, le prince Mangkubumi, et un de ses cousins, le prince Said. Elle prend fin avec la signature, sous les auspices de la VOC (Compagnie néerlandaise des Indes orientales), du traité de Giyanti, qui se traduit notamment par la fondation du sultanat de Yogyakarta et de la principauté du Mangkunegaran.